# 当格乌瓦帕西
当格乌瓦帕西（Danguwapasi），是印度贾坎德邦Pashchimi Singhbhum县的一个城镇。总人口5174（2001年）。

## 人口
该地2001年总人口5174人，其中男性2754人，女性2420人；0—6岁人口723人，其中男374人，女349人；识字率67.53%，其中男性为78.00%，女性为55.62%。